# Gainward

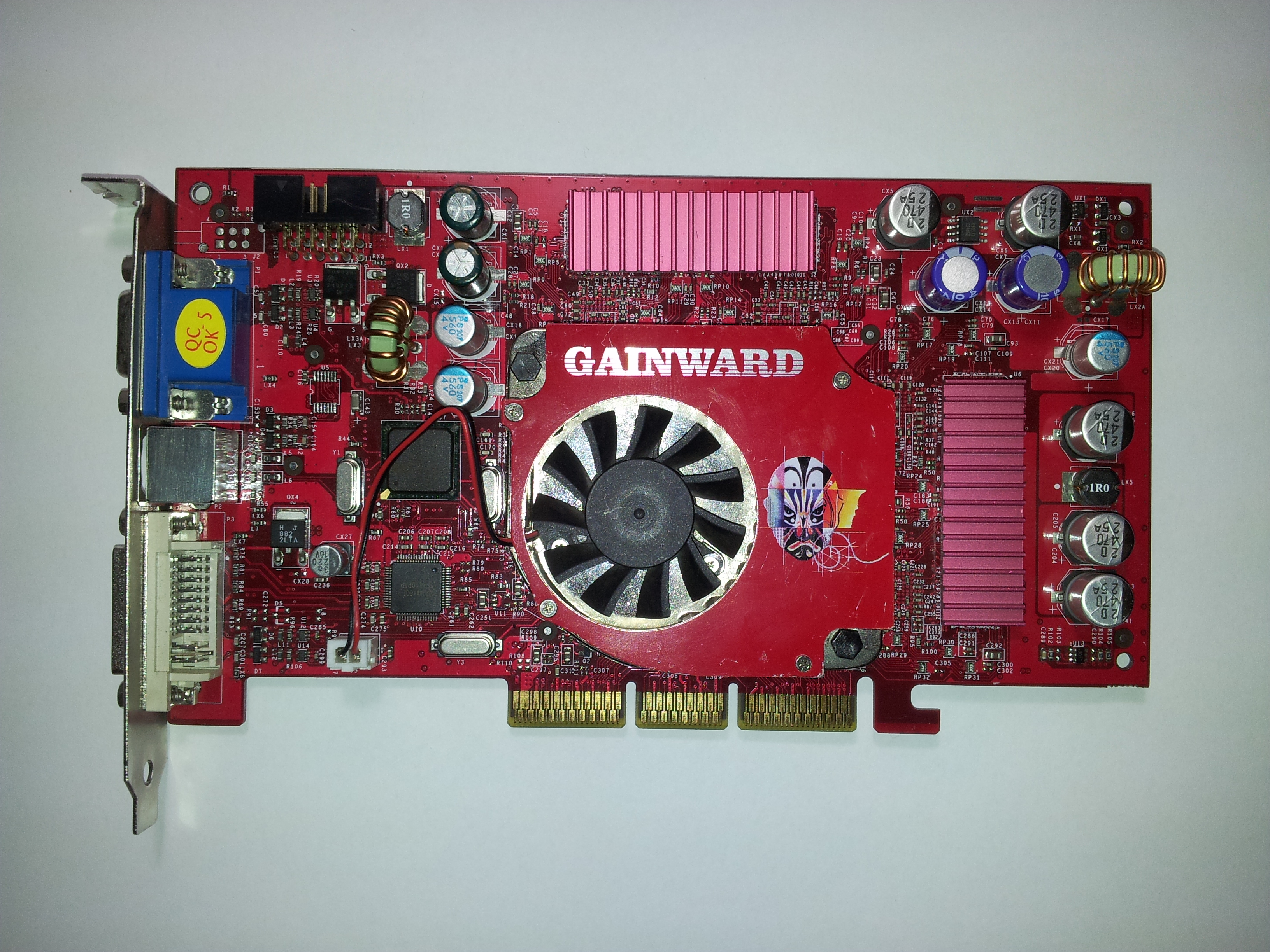
Karta graficzna Gainward GeForce4 Ti4800SE ze 128MB pamięci DDR-VRAM

Gainward – tajwański producent kart graficznych opartych na procesorach NVIDIA.
W 2005 roku firma Gainward została przejęta przez firmę Palit, również produkującą karty graficzne oparte na procesorach NVIDIA.